# Tunjung (Jatilawang)
Tunjung is een bestuurslaag in het regentschap Banyumas van de provincie Midden-Java, Indonesië. Tunjung telt 9043 inwoners (volkstelling 2010).